# Rodrigue Ninga
Rodrigue Ninga (Jamena, 17 de maio de 1993) é um futebolista profissional chadiano que atua como atacante pelo Anorthosis Famagusta FC.

## Carreira
Rodrigue Ninga começou a carreira no Renaissance, um dos principais clubes de Chade, seu país natal. Aos 20 anos transferiu-se para um centro maior no futebol afriano, indo aturar no futebol gambonês, pelo AS Mangasport.
Após duas temporadas no clube, chamou atenção do clube francês, Montpellier que o contratou em 2015. Depois de uma má fase no Montpellier foi contrado pelo Caen por um valor desconhecido, Fazendo sua estreia contra o PSG

## Seleção nacional
Ninga estreou na seleção em 2011, mas marcou seu primeiro gol somente em 2014 numa partida contra o Malawi pelas eliminatórias da CAN 2015 e logo passou a ser a principal referencia no ataque e único jogador a atuar numa grande liga europeia.

## Títulos
- Campeonato Gabonês de Futebol (2): 2013-2014 e 2015

## Artilharia
- Campeonato Gabonês de Futebol 2015: 10 gols